# Klauzura

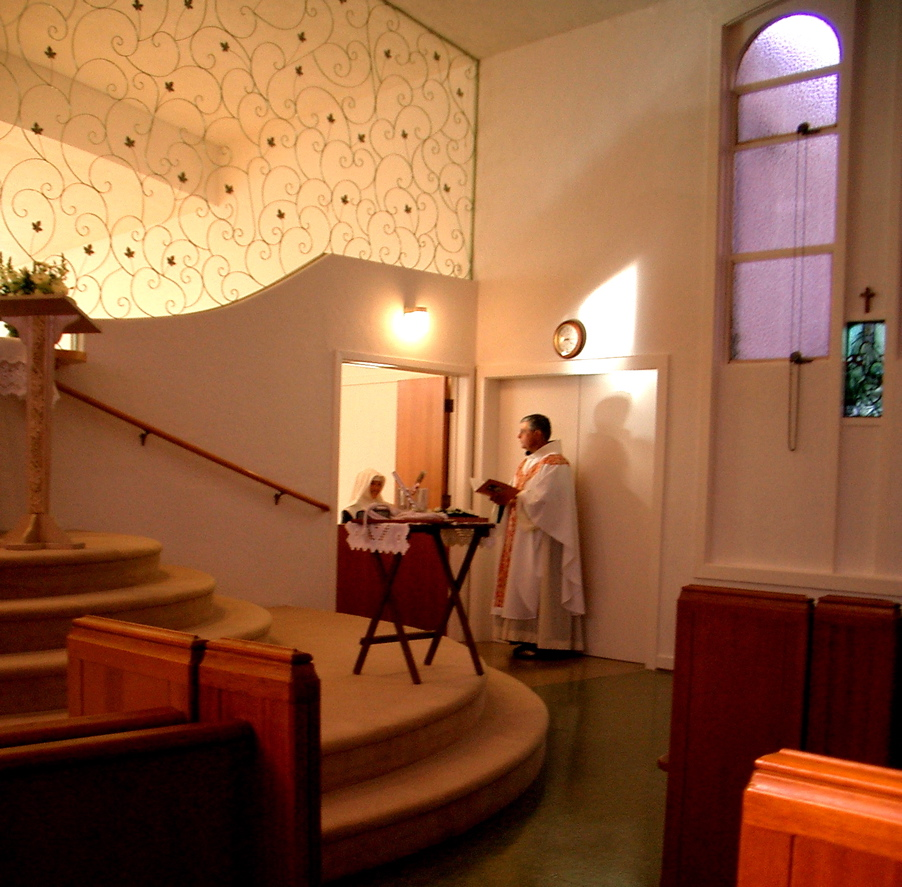
Pożegnanie nowicjuszki u progu klauzury przez księdza, po nim uczyni to samo rodzina.

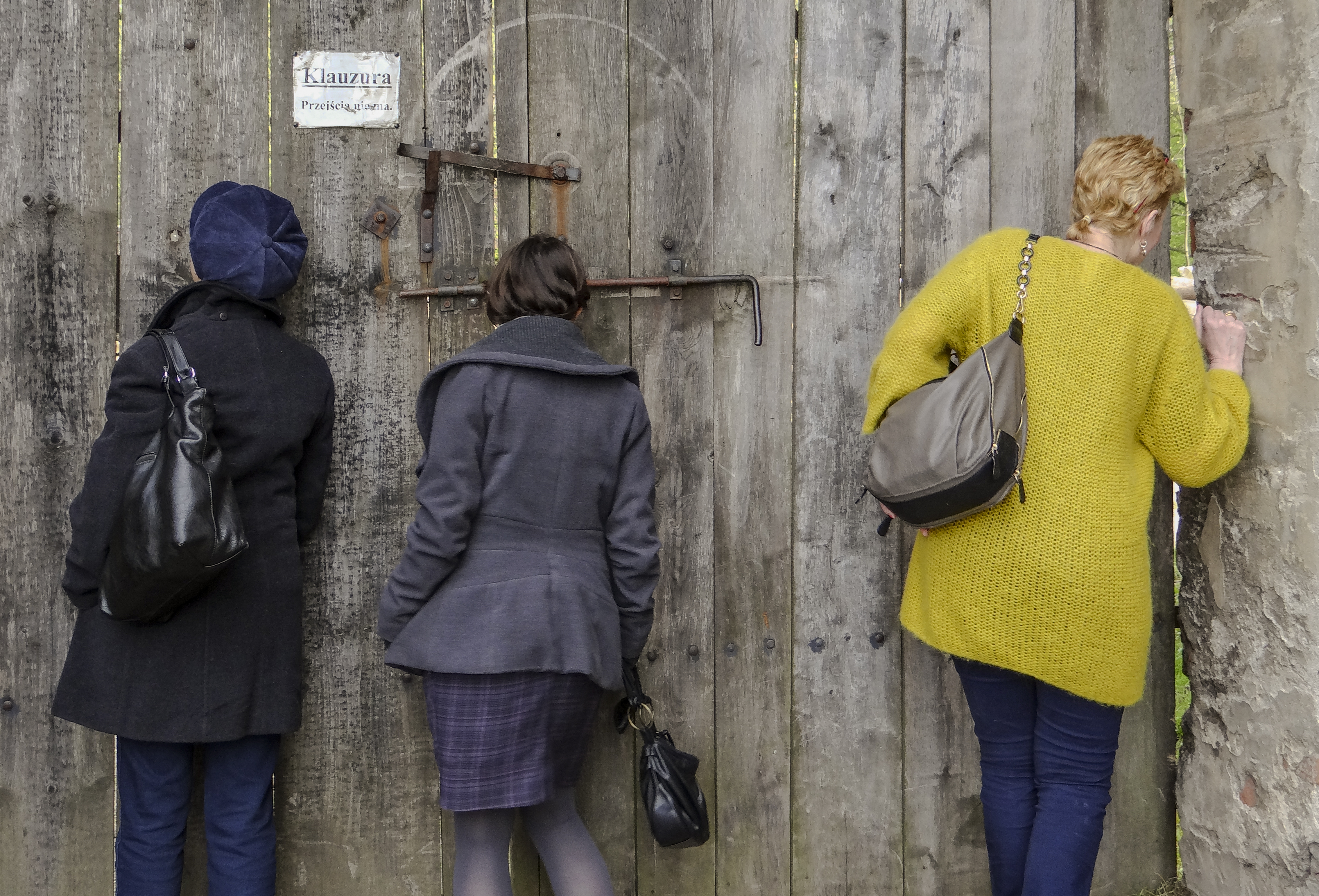
Klauzura, przejścia nie ma

Klauzura (łac. clausus – zamknięty) – zamknięta część domu zakonnego lub klasztoru. Nie mają do niej wstępu osoby z zewnątrz, zwłaszcza płci odmiennej. Nie wolno jej opuścić zakonnikom bez zezwolenia przełożonego. Zakony z obowiązującą ścisłą klauzurą nazywane są zakonami klauzurowymi. Tylko nieliczni zakonnicy zostają wyznaczeni do kontaktu z otoczeniem i osobami z zewnątrz (np. w sprawach zakupów, remontów itp.).
Klauzura została wprowadzona przez św. Cezarego z Arles w 510 r., upowszechniona przez papieża Bonifacego VIII w 1298 r.
Ważność klauzury także we współczesnym chrześcijaństwie na nowo ukazał Jan Paweł II w apostolskiej adhortacji Vita consecrata (Życie konsekrowane). Papież wskazał m.in. że klauzura służy skupieniu swojego życia na kontemplacji Chrystusa. Pozwala także doświadczyć kenozy, ogołocenia Chrystusa (por. Flp 2,7):

Postrzegana w świetle tego powołania i misji w Kościele klauzura zaspokaja potrzebę przebywania z Chrystusem, odczuwaną jako nadrzędna. Wybierając zamkniętą przestrzeń jako środowisko życia, mniszki klauzurowe mają udział w całkowitym wyniszczeniu się Chrystusa poprzez radykalne ubóstwo, którego wyrazem jest wyrzeczenie się nie tylko rzeczy, ale także „przestrzeni”, kontaktów i wielu dóbr stworzonych. Ten szczególny sposób ofiarowania „ciała” pozwala im bardziej odczuwalnie zagłębić się w misterium eucharystyczne. Mniszki ofiarowują się wraz z Jezusem za zbawienie świata. Ich dar ma nie tylko aspekt ofiary i zadośćuczynienia, ale zyskuje także wymiar dziękczynienia składanego Ojcu przez udział w dziękczynieniu umiłowanego Syna.

Forma i zakres klauzury jest ustalana przez poszczególne zakony i klasztory. Najbardziej rozpowszechniona jest tzw. klauzura papieska, czyli zgodna z zasadami określonymi przez Stolicę Apostolską (por. KPK 667, § 3).
Klauzura to także: przepisy kanoniczne ograniczające komunikację zakonników z osobami postronnymi oraz regulacje wewnątrzzakonne określające czas i skalę komunikacji wewnątrz zakonu.